# Heterodermia isidiophora
Heterodermia isidiophora är en lavart som först beskrevs av Vain., och fick sitt nu gällande namn av D. D. Awasthi. Heterodermia isidiophora ingår i släktet Heterodermia och familjen Physciaceae.   Inga underarter finns listade i Catalogue of Life.